# Gibbossa
Gibbossa là một chi bướm ngày thuộc họ Lycaenidae.